# Sărătenii Noi, Telenești
Sărătenii Noi este un sat din cadrul comunei Ratuș din raionul Telenești, Republica Moldova.